# Johanna Bruyn

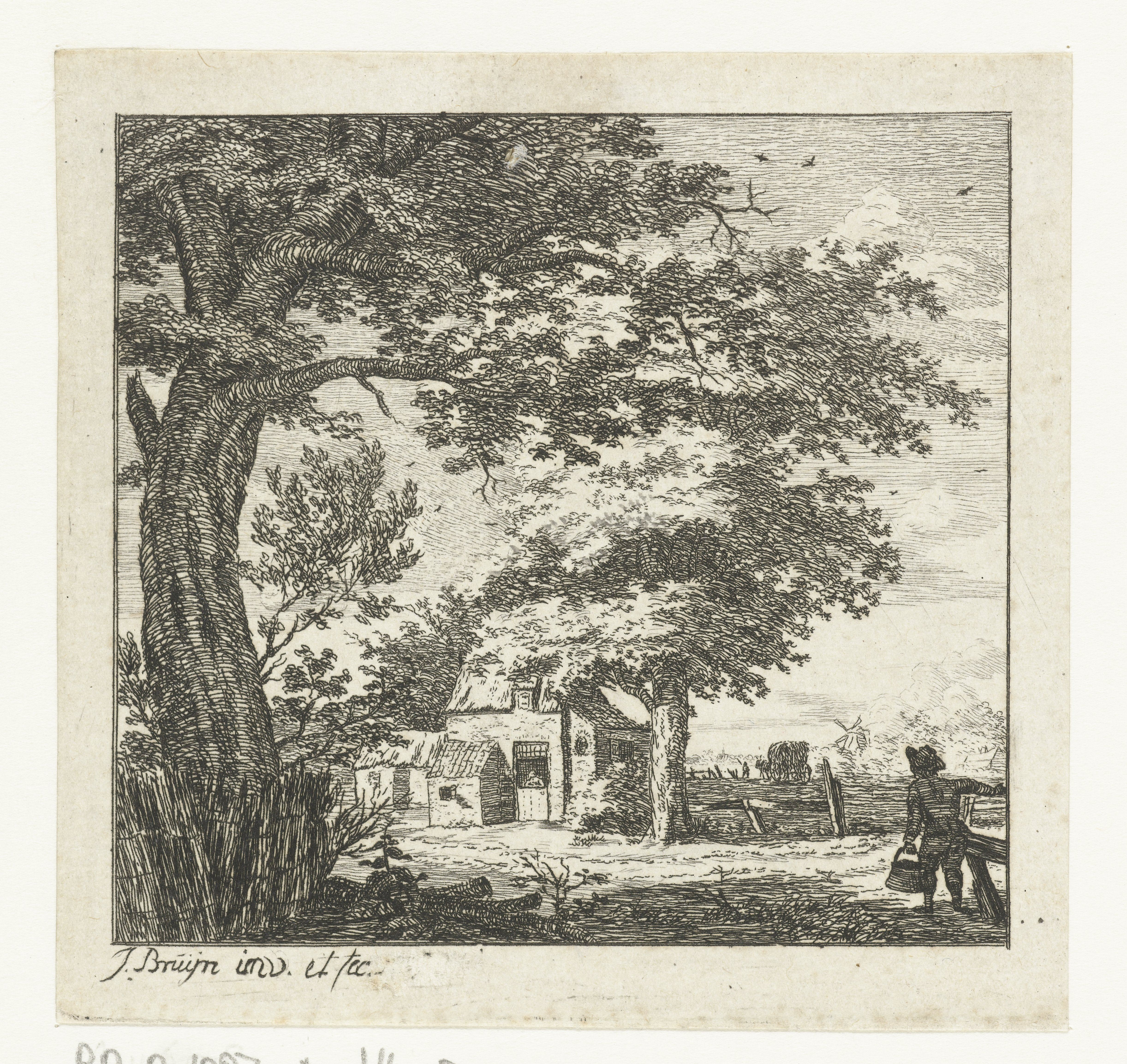
Bild von Johanna Bruyn

Johanna Bruyn (getauft 12. April 1722 in Amsterdam; begraben 28. Oktober 1782 ebenda) war eine niederländische Malerin und Geschäftsfrau.

## Leben
Johanna Bruyn wurde am 12. April 1722 in der Nieuwe Kerk in Amsterdam getauft. Sie war eines von acht Kindern des Ladenbesitzers, Leiters einer Zuckerraffinierie und Baumwollkäufers Gerrit Bruyn (1691–1779) und Anna Ploos van Amstel (1691–1728). Es ist nicht bekannt, von wem sie das Zeichnen und Radieren lernte. Eine Rolle dürfte dabei ihr Cousin Cornelis Ploos van Amstel gespielt haben, der als Makler und Sammler auf dem Kunstmarkt aktiv war. Zudem war der Radierer und Verleger von Kupferstichen. Johanna Bruyn zeichnete unter anderem Kopien alter Meister. Kaum eines ihrer Werke ist erhalten geblieben oder als solches anerkannt, aber man weiß, dass sie unter anderem „vier schöne Theatertitel“ von Molière und eine „Botschaft des Engels an Maria“ nach Jan de Bray zeichnete, zudem erstellte sie mehrere geätzte Landschaften.
Ihr Werk war das einer Amateurkünstlerin und die bereits erwähnten „schönen Theatertitel“ und die „Botschaft des Engels“, alle aus der Sammlung von Cornelis Ploos van Amstel, erzielten bei ihrem Verkauf im Jahr 1800 nur zwei bzw. einen Gulden. Johanna Bruyn blieb unverheiratet. Dass sie wie ihr Vater Unternehmerin war, geht aus ihrem Testament vom 24. Mai 1767 hervor. In dem werden Güter, Ladengüter und Handelswaren erwähnt, die sie hinterließ. Sie setzte ihren Vater als einen ihrer Erben ein, allerdings mit der einschränkenden Auflage, dass er nicht selbst über sein Erbe verfügen dürfe, vermutlich weil er eine ganze Reihe von Gläubigern hatte, die er auf Distanz hielt. Daraus ließ sich schließen, dass Johanna Bryns Geschäft besser lief als das ihres vor ihr verstorbenen Vaters. Einige seiner Gläubiger erhielten ihr Geld erst nach ihrem Tod. Johanna Bruyn ernannte außerdem ihre Neffen und Nichten zu Erben, während Willem van Rensselaar und Martinus Smit, zwei Amsterdamer Kaufleute, zu Testamentsvollstreckern ernannt wurden. Letzterer schien einige Jahre nach ihrem Tod durch Johannas Cousin Jacob Ploos van Amstel und einen gewissen Barend Norink ersetzt worden zu sein.
Zum Zeitpunkt ihres Todes lebte Johanna Bruyn auf dem Rokin. Sie wurde am 28. Oktober 1782 in der Zuiderkerk begraben.